# 남해 화방사 부도
남해 화방사 부도(南海 花芳寺 浮屠)은 대한민국 경상남도 남해군 고현면 화방사에 있는 조선시대의 승탑이다. 2010년 10월 7일 경상남도의 문화재자료 제507호로 지정되었다.

## 개요
화방사 경내로 들어오는 일주문을 지나 약 20～30m 올라오면 왼쪽 산사면에 위치해 있다. 석조형 부도로 이끼가 전체적으로 덮혀 있으며, 앞쪽 기단면은 완전히 드러나 도괴의 위험도 있어 보인다.
부도의 특징을 보면, 기단· 탑신· 상륜부 3部로 구분되었으며, 탑신과 상륜은 일석이다. 기단은 치석하여 2段으로 만들고 탑신이 놓이는 기단 상면은 복엽연판으로 돌려 장식했다. 연봉형 상륜 아래로는 크고 대담한 7개의 연판으로 장식된 것처럼 보이는데, 문양을 자세히 보면 연잎을 서로 대칭으로 말아 연판 같은 효과를 내고 있는 것이 특징이라 하겠다

## 같이 보기
- 남해 화방사

## 참고 자료
- 남해 화방사 부도 - 국가유산청 국가유산포털